# Poecilocloeus abditus
Poecilocloeus abditus är en insektsart som beskrevs av Marius Descamps 1976. Poecilocloeus abditus ingår i släktet Poecilocloeus och familjen gräshoppor. Inga underarter finns listade i Catalogue of Life.